# Mosla coreana
Mosla coreana là một loài thực vật có hoa trong họ Hoa môi. Loài này được H.Lév. mô tả khoa học đầu tiên năm 1911.